# Akysis clavulus
Akysis clavulus — вид з роду Akysis родини Akysidae ряду сомоподібні. Власна назва цього виду походить від латинського слова clavus — «нігті».

## Опис
Загальна довжина сягає 3,5 см. Голова масивна, сплощена зверху з конічними горбиками. Боки голови трохи вигнуті. Очі маленькі, зір поганий. Ніздрі невеличкі, розташовані далеко один від одного. Є 4 пари коротеньких вусів. Рот відносно широкий. Відсутні піднебінні зуби, канал, що несе зуби, розширено. Має 5-6 зябрових тичинок на першій зябровій дузі. Тулуб трохи подовжений, уздовж якого проходять 3 рядки великих конічних горбиків. Скелет складається з 32-34 хребців. Спинний та грудні плавці мають шипи. У спинному плавці є 1 колючий і 5 м'яких променів. Жировий плавець крихітний. У самців більш опуклий статевий сосочок і коротші черевні плавники. На задньому краї шипа грудного плавця є 3-5 опуклостей. Анальний плавець низький, дещо витягнутий. Хвостовий плавець сильно подовжений, з виїмкою. Верхня лопать трохи довша за нижню.
Голова і передня частина тулубу (до рівня спинного плавника) темно-коричневі. Далі йде широка темна смуга. На хвостовому стеблі присутня велика коричнева пляма. Майже увесь спинний і хвостовий плавці темно-коричневі. Інші плавці з великими цятками.

## Спосіб життя
Є демерсальна риба. Воліє до прісної та прозорої води. Зустрічається в мілководних річках, завширшки не більше 30 м, які протікають в горбистій місцевості, де швидка течія в центрі, біля берега — помірна. Населяє території разом з Glyptothorax interpinalum, Glyptothorax quadriocellatus, Mystus velifer і Pterocryptis cochinchinensis. Тримається кам'янистого ґрунту з великою кількістю каменюк, майже без рослин. Полюбляє місця біля великих каменюк. Вдень ховається під ними. Активний уночі. Живиться дрібними водними безхребетними.
Нерест груповий (1 самка і 3-5 самців) над кам'янистим ґрунтом.

## Розповсюдження
Мешкає в водоймах центрального В'єтнаму — річки Мидик та Кай.